# Pternoscirta villosa
Pternoscirta villosa är en insektsart som först beskrevs av Carl Peter Thunberg 1815.  Pternoscirta villosa ingår i släktet Pternoscirta och familjen gräshoppor. Inga underarter finns listade i Catalogue of Life.